# Mietułka (Stary Brus)
Mietułka – przysiółek wsi Stary Brus w Polsce, położony w województwie lubelskim, w powiecie włodawskim, w gminie Stary Brus.
Przysiółek należy do rzymskokatolickiej parafii Matki Bożej Częstochowskiej w Starym Brusie. 
W latach 1975–1998 przysiółek administracyjnie należał do województwa chełmskiego.